# Laguna Negra (Neuquén)
La laguna Negra es un lago de origen glacial, en el departamento Minas, al norte de la provincia del Neuquén, Patagonia argentina.
El lago se encuentra a unos 1548 metros sobre el nivel del mar, cerca de la frontera con Chile. Está rodeado de bosques de notofagáceas que pueblan sus orillas. Está rodeado de altas montañas. Está dominado por las altas montañas, como el Cerro Crestudo que domina el lado oeste.
La laguna forma parte de una cadena de pequeños lagos cuyas emisarios del río Nahueve, un tributario importante del río Neuquén. Esta cadena de lagos incluyen aguas arriba y aguas abajo: la Laguna Epulafquen inferior, Laguna Las Chaquiras y la Laguna Epulafquen superior. El río Nahueve nace del lago en su extremo sureste y desemboca cerca de la localidad de Andacollo.